# TT63
A TT63 ókori egyiptomi sír a XVIII. dinasztia idején élt Szobekhotep kincstárnok sírja a thébai nekropoliszban, a mai Luxorban. Szobekhotep, mielőtt kinevezték kincstárnokká, a Fajjúm oázis polgármestere volt. Valószínűleg IV. Thotmesz idején töltötte be pozícióját.
A sírban említik Szobekhotep családját: apja, Min pecsétőr volt, felesége, Merit a fáraó lányának, Tiaa hercegnőnek a dajkája és Szobek háremének felügyelője Sedtiben (ma Fajjúm), fia Paszer.
A sír a domb északkeleti oldalában nyílik, a TT64 sírtól nyugatra. A korabeli sírokra jellemző módon alaprajza fordított T alakú. A rövid bejárati folyosót Szobekhotep, felesége és egy kisgyermek képe, valamint szisztrumot rázó nő képe díszíti. Erre merőleges egy folyosó, melyben két, töredékesen fennmaradt sztélén a sírtulajdonos Anubisz előtt hódol, emellett egy jelenet látható, ahol Szobekhotep katonák élén áll, illetve egy erősen sérült szöveg. További jelenetekben IV. Thotmesz látható trónján ülve, melynek talapzatán a Kilenc Íj látható. A sír falfestményein Szobekhotep különböző jelenetekben szerepel: magtárakat ellenőriz, míg szolgák olajokkal teli edényeket hoznak, a feliratok pedig utalnak a füstölőszerek és (talán borral teli) korsók ellenőrzésére is. Egyes festmények, melyek eredeti helyükről eltávolítva a világ különböző múzeumaiban láthatóak, valószínűleg szintén ebből a sírból származnak:
- katonák gyerekekkel és adóként hozott tárgyakkal, köztük gazella- és antilopfejekkel díszített vázákkal (British Museum, katalógusszám: 37991)
- két áldozatvivő (British Museum, 919), nyaklánckészítők (British Museum, 920)
- núbiaiak adót hoznak (British Museum, 922)
- núbiaiak gyermekekkel és két szíriai (Nemzeti Régészeti Múzeum, Firenze, katalógusszám: 7608), valószínűleg a British Museum 37991-es falfestményének része)

A következő, az előzőre merőleges folyosón lévő képek nagy mértékben károsodtak; többek közt szent szövegek olvashatóak a falakon, illetve látható a temetési menet a Nyugat istennője, Hathor felé, illetve három szobor – az uralkodó két szobra, valamint Szobekhotep egy szobra – az Abüdosz felé tartó zarándoklaton. Bentebb emberek láthatóak földművelés közben, egy obeliszk felállítása, Szobekhotep és szisztrumon rázó felesége Ozirisz előtt, valamint ismét Szobekhotep és felesége egy kertben ülve, fák és istennők között. A folyosón látható utolsó jelenetben a házaspár fia, Paszer mutat be áldozatot szülei és Tiaa hercegnő előtt.
A sír ezután rövid keresztfolyosóval folytatódik, majd a sírkamrában végződik, mindkettő díszítetlen.

## Fordítás
- Ez a szócikk részben vagy egészben  a   TT63 című olasz Wikipédia-szócikk ezen változatának fordításán alapul.  Az eredeti cikk szerkesztőit annak laptörténete sorolja fel. Ez a jelzés csupán a megfogalmazás eredetét és a szerzői jogokat jelzi, nem szolgál a cikkben szereplő információk forrásmegjelöléseként.